# 黄启芳
黄启芳（?—?），太平天国官员。清代广西省博白人。
黄启芳通曉文墨，金田起义前在韦昌辉家教书读书。1851年，随韦昌辉参加金田起义。太平天国壬子二年（1852年）八月，担任北殿簿书。定都天京後，癸好三年（1853年）十月，升任北殿吏部尚书，掌管封官颁执照事务。甲寅四年四月（1854年）升春官正丞相，还是管理北殿事务。